# Мадяр (село)
Мадяр (тат. Мадьяр) — село Агризького району Республіки Татарстан Російської Федерації. Входить до складу Салаушського сільського поселення.

## Географія
Село розташоване у північно-східній частині Татарстану біля підніжжя Сарапульської височини. Відстань до районного центру міста Агриз — 72 км, до центру сільського поселення — 17,5 км, до Нижньокамського водосховища — 5 км. З усіх боків село оточена лісами. 

## Клімат
Клімат помірно-континентальний, з досить великими річними амплітудами температури. Зима відносно довга, зазвичай триває 3-4 місяці, сильні морози рідкісні, як і відлиги. Найхолодніший місяць — січень. Літо спекотне, самий спекотний місяць — липень. Середньорічна температура — +5,1 °C. 
Розподіл опадів під час року рівномірний, з невеликим збільшенням влітку та восени. Середньорічна кількість опадів — 652 мм.
На вологість села сильно впливає Нижньокамське водосховище, за рахунок цього ніколи в Мадяр не буває занадто сухо. Середньорічна вологість повітря — 79%.
Середньорічна швидкість вітру — 4,6 м/с.

## Історія
Село Мадяр засноване у 1920 році вихідцями з села Салауші. Належало до Салаушської волості Елабузького, з 1928 року до Челнінського кантонів Татарської АРСР.
З 1930 року перебувало у складі Красноборського району, з 1960 року — належить до Агризького району Татарстану.

## Населення
| 1926 | 1938  | 1949  | 1958  | 1970  | 1989 | 2002 | 2010 | 2016 |
| 99   | ↗ 254 | ↘ 150 | ↘ 130 | ↘ 122 | ↘ 49 | ↘ 25 | ↘ 15 | ↘ 7  |

За результатами перепису 2002 року татари становили 96% від усього населення села.